# Vulcano Atitlán
L'Atitlán è un grande stratovulcano attivo, a forma conica, adiacente alla caldera del lago Atitlán nell'altopiano del Guatemala. Il vulcano è stato storicamente molto attivo, con più di una dozzina di eruzioni registrate tra il 1469 e il 1853, la data della sua eruzione più recente. 

## Geologia
L'Atitlán fa parte dell'arco vulcanico centroamericano. L'arco è una catena di vulcani che si estende lungo l'America centrale, formato dalla subduzione della placca di Cocos sotto la placca caraibica. Questi vulcani sono parte della cintura di fuoco che circonda l'Oceano Pacifico.
L'Atitlán si trova a pochi chilometri a sud del vulcano Tolimán, che sorge sulla sponda meridionale del lago Atitlán. Il vulcano San Pedro sorge dentro il perimetro del lago Atitlán a nord ovest del vulcano omonimo. Una lunga stretta baia separa il gruppo dei vulcani Atitlán e Toliman dal San Pedro.

## Fauna
Il vulcano Atitlán ospita due rare specie di uccelli che sono endemiche delle foreste della regione. Una è il guan cornuto (Oreophasis derbianus) un residuato del pleistocene appartenente alla famiglia dei Cracidi, che persiste ancora oggi solo in piccoli gruppi. Il suo habitat è limitato alle foreste oltre i 1650 metri. Questo uccello ha la dimensione di un tacchino e il maschio adulto ha un "corno" di colore scarlatto sporgente nella parte superiore della testa. L'altra è il tanagra groppazzurra (Tangara cabanisi) ed è probabilmente la specie meno numerosa della regione. Essa è presente solo a metà elevazione all'interno della Sierra Madre del Sur del Chiapas, Messico e Guatemala occidentale.

## Galleria d'immagini

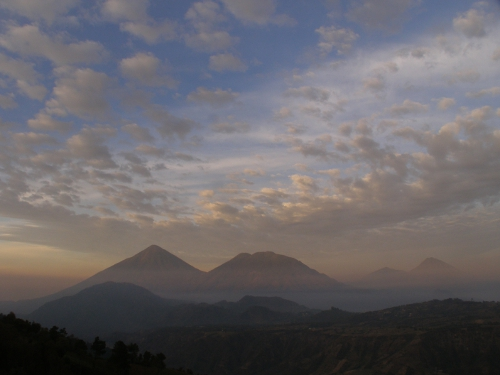
I vulcani del lago Atitlán; Atitlán (sinistra), Toliman (centro), e San Pedro (estrema destra).